# 伏爾加棄兵
伏爾加棄兵（英語：Volga Gambit）又稱彭科棄兵（英語：Benko Gambit），是國際象棋開局別諾尼防禦的一種，走法為：1.d4 Nf6 2.c4 c5 3.d5 b5